# Ivrea, città industriale del XX secolo
Ivrea, città industriale del XX secolo è il nome con il quale è stata inserita la città di Ivrea nella lista dei patrimoni dell'umanità dall'UNESCO. La sua iscrizione nell'elenco risale al 1º luglio 2018 e fu annunciata in occasione della 42ª sessione del Comitato per il Patrimonio Mondiale svoltasi nel giugno dello stesso anno in Bahrein; i confini dell'area del sito hanno subito alcune lievi modifiche nel 2021. Si tratta del 54º sito UNESCO italiano.
Il sito è inserito nell'elenco secondo il criterio IV: "offrire un esempio eminente di un tipo di costruzione architettonica o del paesaggio o tecnologico illustrante uno dei periodi della storia umana".

## Il patrimonio
La città industriale di Ivrea fu costruita tra gli anni 1930 e 1960 da Adriano Olivetti per l'omonima azienda.
Il sito di Ivrea è costituito dai seguenti edifici:
- Officine ICO
- Centro dei Servizi Sociali
- Asilo nido
- Casa Popolare di Borgo Olivetti
- Centrale Termica
- Ex Falegnameria
- Centro Studi ed Esperienze Olivetti
- Mensa aziendale e Circolo ricreativo
- Edificio ex Sertec
- Case UCCD Olivetti
- Case per dirigenti
- Unità residenziale Ovest (Talponia)
- Villa Capellaro
- Case per famiglie numerose
- Case quattro alloggi
- Edificio 18 alloggi
- Palazzo Uffici Olivetti
- Nuovo Palazzo Uffici Olivetti

## La candidatura
Nel 2008, su iniziativa del Comune di Ivrea e della Fondazione Adriano Olivetti, nacque l'idea dei proporre Ivrea per l'inserimento nella lista dei patrimoni dell'umanità dell'UNESCO. Nel 2012, dopo quattro anni di lavori, la proposta è stata iscritta tra le candidature alla lista dei patrimoni dell'umanità (Tentative List), che ha dato il via ai lavori per la preparazione del dossier di candidatura (Nomination File) a cui hanno partecipato anche il Ministero per i beni e le attività culturali e per il turismo, la Fondazione Guelpa e la partecipazione di Regione Piemonte e Provincia di Torino.
L'area del sito è composta da un insieme urbano composto da 27 tra edifici e complessi architettonici progettati da importanti architetti e urbanisti italiani del XX secolo. Gli edifici sono rimasti immutati per forma, struttura e materiali e hanno conservato la loro autenticità e originalità.